# Heterochasta conglobata
Heterochasta conglobata là một loài bướm đêm trong họ Geometridae.